# Slöingeboplatsen

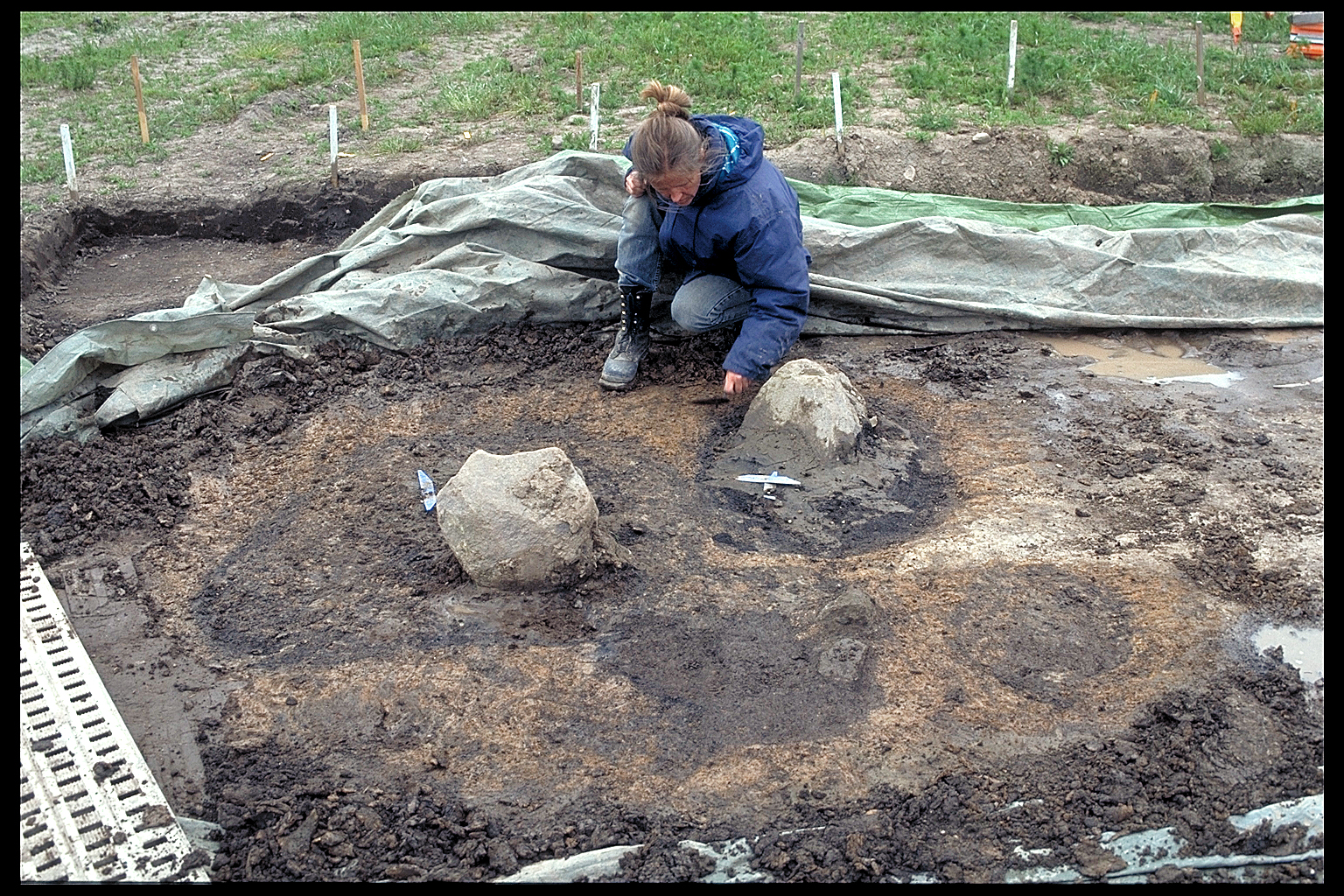
Stolhål från en av hallarna på Slöingeboplatsen.

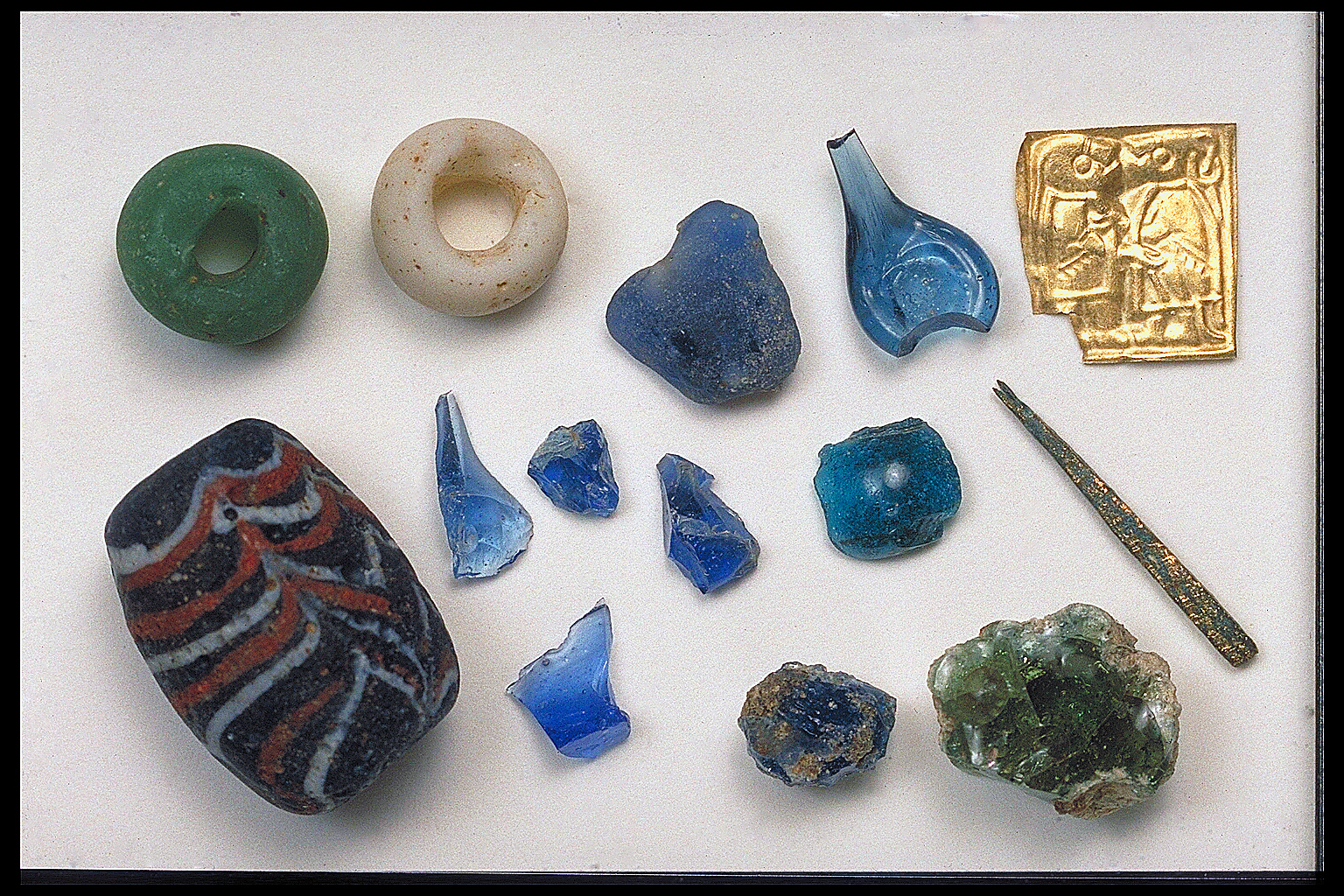
Lösfyndssamling från februari 2002.

Slöingeboplatsen är en arkeologisk fyndplats från yngre järnålder, som var bebodd cirka 400–1000 e. Kr., belägen i Slöinge socken, strax söder om Falkenberg i Halland. Fyndens karaktär och bebyggelsespårens utsträckning indikerar att det funnits en gård som bebotts av en ledande grupp i samhället.

## Platsens historia
Någon gång runt 400 e. Kr. slog sig en familj ned på en höjd i Suseåns dalgång, mellan Heberg och Slöinge. De tillhörde den tidens överklass och brukar förknippas med framväxten av den aristokrati som dyker upp oftare i senare källor. Man skulle kunna beskriva dem som lokala krigarbönder som byggde sin ställning på en ny ideologi, där man snarare lyfte fram krigaregenskaper och religiöst ledarskap än tillhörighet till en viss ätt eller stam. 
Arkeologerna har avgränsat ett särskilt fyndrikt område som var bebyggelsens centrum. Här fanns gårdens huvudbyggnader – så kallade hallar – som var viktiga ceremoniella arenor. Den största som hittats i Slöinge var 33×8 meter stor. I huvudsalen i dessa hallar samlades man i gillen, och man kan tänka sig att en del av den religiösa kulten utövades här. Fynden av så kallade guldgubbar, som använts i kulten, kan knytas till just en av huvudbyggnaderna. 
Fynden av olika metallföremål visar att man utövade avancerat metallhantverk med guld, silver, brons och järn. Andra bevis för att man hållit sig med hög hantverkarkompetens är pärltillverkning och textilhantverk. Så långt man kan tolka fynden handlar det om tillverkning av personliga tillhörigheter som smycken och textilier.
Dåtidens aristokrati ingick i omfattande nätverk med långväga kontakter där man idkade byteshandel. Från Slöingeboplatsen finns exempel på importerade glasbägare, råmaterial för pärltillverkning, kvarnstenar med mera.
I anslutning till gårdens centrum begravde man också sina döda. Alldeles intill den centrala delen av gården ligger en gravhög (som kan vara äldre än bebyggelsen), och drygt 700 meter mot nordväst finns ett par resta stenar bevarade. Mellan dessa finns ett flera hundra meter långt stråk med upplöjda, brända ben som vittnar om att det här funnits långt fler gravar än de som syns idag. 
Från huvudbyggnadens entré leder en med käppar markerad väg ner mot ett vadställe över en liten bäck, Morrebäcken. Man har tolkat att just läget vid ett vadställe – en plats man "måste" passera – var ett viktigt skäl till att man valde att slå sig ner här.
Efter ett 20-tal generationer överges gården – det vill säga någon gång runt år 1000 e. Kr. Avflyttningen kan ha haft sin grund i att ett nytt sätt att administrera samhället uppstår, sannolikt med starkt inflytande från danskt område.
Mycket tyder på att Slöingeboplatsen saknar föregångare från äldre järnålder och tidigare. Anmärkningsvärt är också att platsen verkar helt överges. Inte förrän långt senare under 1800-talet bor åter människor här.

## Undersökningsresultat och metoder
Platsen påträffades år 1991 av en amatörarkeolog och redan påföljande år igångsattes på initiativ av personal på Riksantikvarieämbetet forskningsundersökningar på platsen. Dessa pågick 1992–1996 med en miljöarkeologisk undersökning i samarbete med personal från Miljöarkeologiska laboratoriet på Umeå universitet år 2000. På grund av läget i åkermark hade de gamla golv- och marklagren rörts om genom plöjning. Av den forna bebyggelsen fanns endast spridda fynd i matjorden samt nedgrävningar i alven kvar. Trots det har arkeologerna kunna identifiera spåren efter två stora byggnader – alltså hallar. Tack vare att nederdelarna av två takbärande trästolpar bevarats kunde en av byggnaderna dateras till omkring 710 e. Kr. Detta är sannolikt Nordens äldsta säkert daterade byggnad (cirka 710 e. Kr.).

I anslutning till den plats där byggnaderna stått påträffades avfall från tillverkning av pärlor, föremål som pekar på textilhantverk, bronsgjutning, guld- och silversmide. I anslutning till byggnadslämningarna fann man även ett 60-tal guldgubbar, det vill säga tunna, centimeterstora guldbleck med människofiguriner. Dräktspännen av brons och silver – så kallade fibulor – från yngre romersk järnålder, folkvandringstid samt vendeltid påträffades. Andra fynd som indikerar platsens karaktär är en tatuernål, bronsgjutningsdegel, gjutform för barrer, eldslagningsstål samt granater (almandiner). Till skillnad från många halländska boplatser från samma tid var inslaget av krukskärvor litet. Istället fanns rikligt med fragment från importerade glasbägare. Andra fynd som pekade på långväga varuutbyte är täljstenskärl och kvarnstensfragment av granatglimmerskiffer. Likaså delar av pärlmaterialet kommer från andra delar av Europa.
Fyndet av Slöingeboplatsen var ett resultat av ett systematiskt sökande efter järnåldersbebyggelse inom ramen för ett forskningsprojekt lett av en arkeolog på Göteborgs universitet.
På grund av att de flesta föremålen fanns i den omrörda matjorden, som dessutom var mycket lerig, tillämpades så kallad vattensållning. Även fyllningen i nedgrävningarna vattensållades genom finmaskigt stålnät (3 mm). Det innebar att en stor mängd daterings- och tolkningsbart material kunde samlas in. Den annars dominerande undersökningsmetodiken genom yttäckande maskinavbaningar har inte tillämpats här.
Området har vid flera tillfällen undersökts med metallsökare samt okulär ytavsökning. Stora områden har även fosfatkarterats och områdets magnetiska susceptibilitet har kartlagts.
Makrofossilanalyser har genomförts av jordprover från framförallt stolphål.